# Втеча (фільм, 1940)
«Втеча» (англ. Escape) — американська драма режисера Мервіна Лероя 1940 року.

## Сюжет
Юнак приїжджає в гітлерівську Німеччину, шукаючи інформацію про свою матір, колишню театральну актрису. Він виявляє, що вона знаходиться у концтаборі в очікуванні вироку.

## У ролях
- Норма Ширер — графиня фон Трек
- Роберт Тейлор — Марк Прейсінг
- Конрад Фейдт — генерал Курт фон Кольб
- Алла Назімова — Еммі Ріттер
- Фелікс Брессар — Фріц Келлер
- Альберт Бассерманн — доктор Артур Геннінг
- Філіп Дорн — доктор Діттен
- Едгар Барьє — комісар
- Боніта Гренвілл — Урсула
- Ельза Бассерман — місіс Геннінг
- Бланш Юрка — медсестра
- Ліза Голм — Анна